# Mandorla
Mandorla (tal. mandorla od starotal. mandola: badem) je aureola oblikovana elipsoidno (u obliku badema) ili u obliku ribljeg mjehura (lat. vesica piscis), u slikarstvu često u duginim bojama, oko Krista ili Marije u prikazima "Posljednjeg suda" ili "Uzašašća".